# Saucillo, Chihuahua
Saucillo là một đô thị thuộc bang Chihuahua, México. Năm 2005, dân số của đô thị này là 28508 người.